# Талевий блок

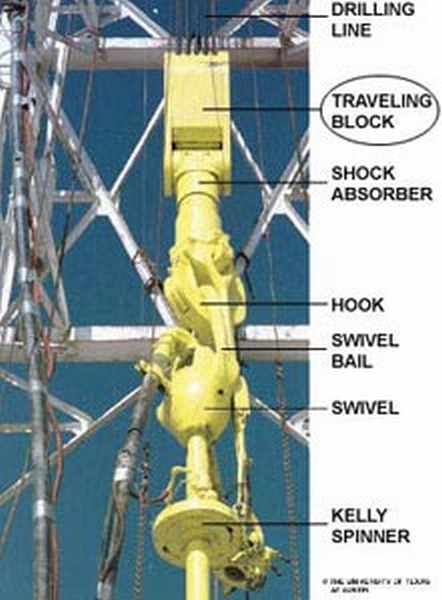
Traveling block — Талевий блок

Рис. 2. — Схема бурової установки для глибокого обертального буріння
1 — долото; 2 — вибійний двигун; 3 — бурильна труба; 4 — бурильний замок; 5 — бурова лебідка; 6 — силовий привід бурової лебідки і ротора; 7 — вертлюг; 8 — талевий канат; 9 — талевий блок; 10 — гак;
11 — гнучкий буровий шланг; 12 — ведуча труба; 13 — ротор; 14 — бурова вежа; 15 — жолобна система; 16 — маніфольд; 17 — буровий насос; 18 — силовий привод бурового насоса; 19 — приймальна ємність

Талевий блок (англ. travelling (tackle) block; нім. Flaschenzugblock m) — різновид блока, рухома частина талевої системи, зокрема поліспаста або система рухомих роликів.
Талевий блок — це рухома частина талевої системи при спуско-підіймальних операціях. Талевий блок складається з двох з'єднаних між собою зварних щік. У щоках нерухомо закріплена вісь, на якій на роликових вальницях установлені канатні шківи (рис.).
У талевому блоці число шківів на одиницю менше, ніж в парному з ним кронблоці. На відміну від кронблока талевий блок не сприймає навантажень від натягу ходової (закріпленої на барабані лебідки) і нерухомою (закріпленої до основи вежі) струн каната, тому вантажопідйомність його менша, ніж кронблока.
Талеві блоки всіх типорозмірів конструктивно відрізняються один від одного лише числом канатних шківів.
Поєднання пересувного блока, кронблока і троса бурової лінії дає можливість піднімати вантажі в сотні тисяч фунтів. На великих бурових установках, при підйомі і опусканні вантажів, лінійне навантаження в понад мільйон фунтів (приблизно 500 т) не є рідкістю.